# スカッチャ

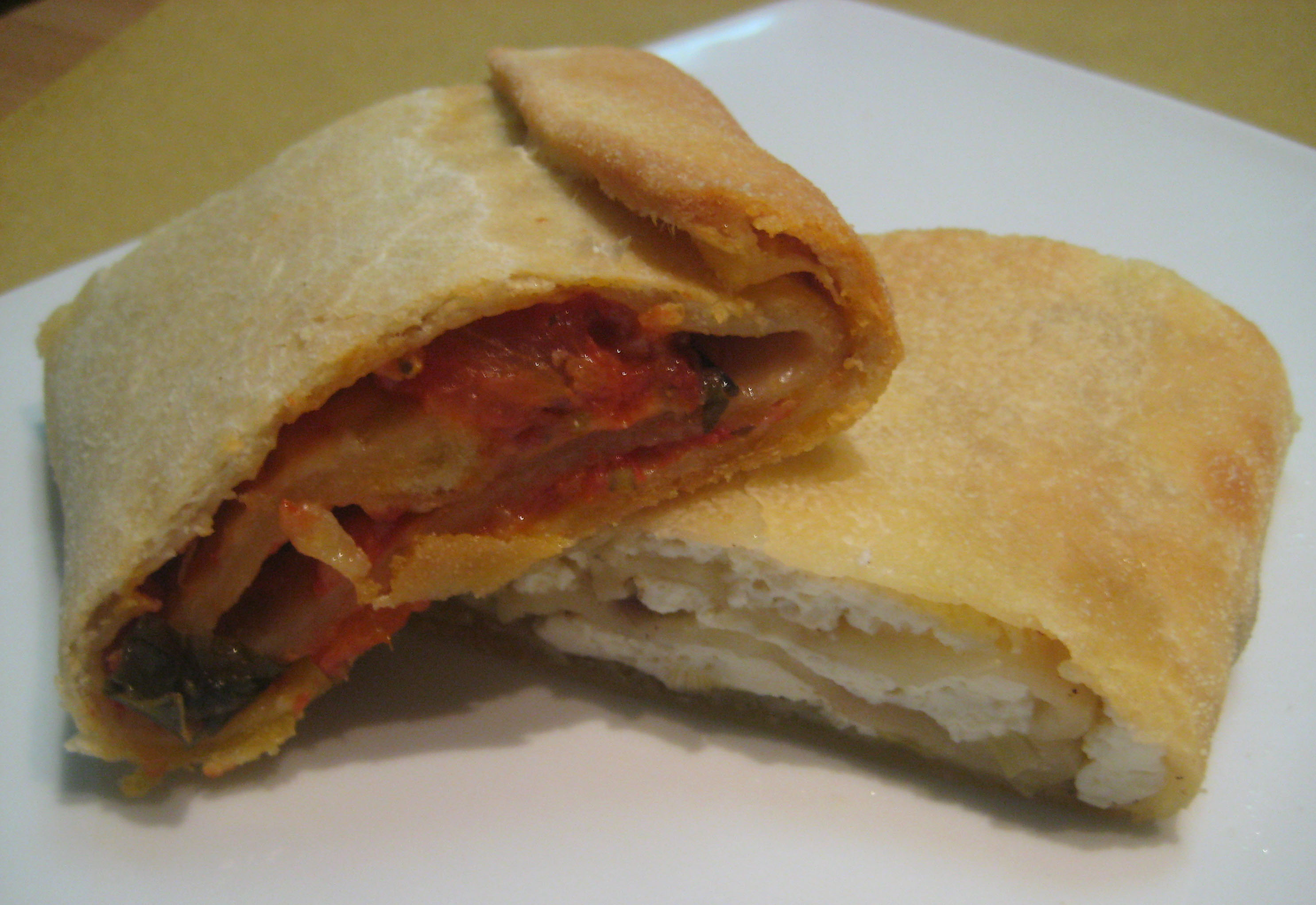
トマトを詰めたスカッチャと、リコッタとタマネギを詰めたスカッチャ

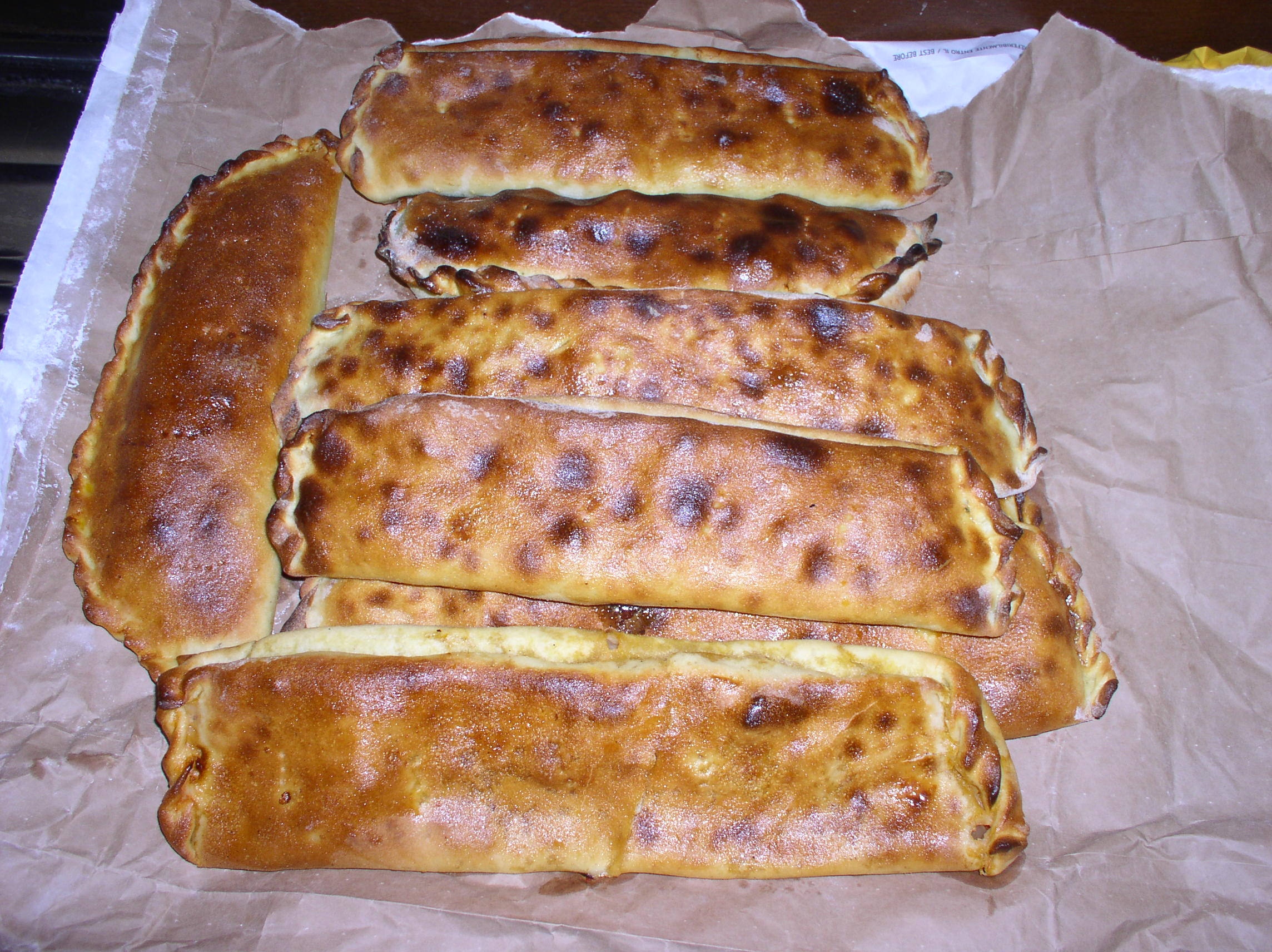
シチリア島のスカッチャ

スカッチャ（英: scaccia、複数形：scacce。scacciata、sciachiattaとも）は、シチリア料理における詰め物をしたフラットブレッドである。スカッチャはパン生地のとても薄い長方形の層を3ないし4回折り畳んで作る。様々な材料を詰めることができ、一般的な組み合わせとしてはリコッタとタマネギ、チーズとトマト、トマトとタマネギ、もしくはトマトとナスなど場所、好み、もしくは季節によって決まる。スカッチャは焼いて食べるが、熱くても冷えても食べられる。「scacciata」は「追い払う」という意味のシチリアの言葉から起源を発しており、「押し潰す」もしくは「平らにする」という意味のイタリアの言葉「schiacciata」と同等の意味を持つ。スカッチャはシチリア系アメリカ人コミュニティー（すなわちコネチカット州ミドルタウン）だけではなく、イタリアのシチリア州ラグーザ県とシラクーザ県でも見られる。

## 歴史
この料理は小作農の食卓に出される基本的な料理として17世紀の終わりに生まれた。シチリア島では、このレシピは後世にも伝えられ、当時の料理番に従って拡張された。シチリア王国と、のちの両シチリア王国の田舎地方の食卓では、この単純な食事がパン、野菜、および肉、時には心のこもった夕食や繰り返される昼食の食べ残しに基づいて発展させた。オルトレモド（Oltremodo）は、野菜とジャガイモを基礎としたレシピを用いて18世紀初頭にシチリア島の食卓に登場した。1763年にシチリア州パテルノーの王子であるモンカーダ自身がクリスマス祝祭での食卓でオルトレモドを出したいと言ったことから成功を収めたとされる。それ以来、オルトレモドは慣習として各世代に伝わったレシピを用いたクリスマスの食事という風に認識されるようになった。スカッチャは今までシチリア島領域、および職人商法で広く拡散されている。